# 未成年 (ドストエフスキー)
『未成年』（みせいねん、ロシア語原題:Подросток）は、フョードル・ドストエフスキーによって書かれた長編小説。1875年に雑誌『祖国雑記』（Отечественные записки）に連載された。主人公の手記で教養小説の形式をとっている。

## 概要
『罪と罰』、『白痴』、『悪霊』、『カラマーゾフの兄弟』と並ぶ後期五大長編作品で、4番目に出された。しかし、ドストエフスキー後期五大長編の中でとりわけ難解で読みにくいと言われ、一般人の知名度もそれほど高くなく、本作品を除いて『罪と罰』『白痴』『悪霊』『カラマーゾフの兄弟』を四大長編と呼ぶ人も少なくない。
主人公アルカージイの告白・手記という形式を取り、物語は一人称で描かれている。その意図は「これは自分のために書かれた偉大な罪人の告白である。未成年がどのように世の中に出たかについての叙事詩になるはずであり、彼の探求・希望・失望・悲嘆・更生・思想の物語だ」とドストエフスキーは記している。
『悪霊』と『カラマーゾフの兄弟』に挟まれた作品であり、『カラマーゾフの兄弟』に通ずる外伝・前日譚の作品としている読者や評論家の意見が多々見られる。特に本作品に登場する聖人マカール老人が『カラマーゾフの兄弟』に登場するゾシマ長老の原型であるとよく言われている。
本作品執筆の主な要因として『悪霊』の「スタヴローギンの告白」が良俗に反する内容のため編集者から削除されたためであると長瀬隆氏は説いている。本作品が「スタヴローギンの告白」と同様に一人称の手記という形式をとっている点、凌辱され首吊り自殺をするマトリョーシャとオーリャの類似点などが、その主な要因に挙げられる。また、本作品をドストエフスキー自身の若き日の自伝と読む節もある。ロスチャイルドに憧れサンクトペテルブルクへ上京し、賭博に溺れ、マカール老人との邂逅により更生していく(正教に魂の救済を求める)という流れは、作者の人生に通ずる部分もなくはない。

## 登場人物
- アルカージイ・マカーロヴィチ・ドルゴルーキー　主人公。貴族と農奴の私生児。生まれて間もなく他人に預けられ、寄宿舎で暮らした。大金持ちになって誰からも邪魔されない生活をするという”理想”を持つ。日本で高校に相当する中学卒業後に、父に呼ばれてサンクトペテルブルクへ行くこととなる。
- ソフィヤ・アンドレーエヴナ　母、百姓の娘で、ヴェルシーロフの家僕。両親をなくしてマカール・イワーノヴィチに育てられる。養父マカールと形式上の結婚をした半年後にヴェルシーロフに寝取られる。当時のロシアでは離婚が出来なかったため、いわゆる内縁の妻としてヴェルシーロフに引き取られる。
- マカール・イワーノヴィチ・ドルゴルーキー　主人公の戸籍上の父で、ヴェルシーロフの家僕で庭師、謙譲な信仰をもつ老人。ソフィヤと別れた後巡礼に出る。
- リザベータ・マカーロヴナ　リーザ。実の妹
- アンドレイ・ペトローヴィチ・ヴェルシーロフ　実の父、貴族だが裕福ではない。
- アンナ・アンドレーエヴナ・ヴェルシーロワ　3つ上の異母姉、貴族。ヴェルシーロフがファナリオートフ家から迎えた最初の妻の娘。
- タチヤナ・パーヴロヴナ・プルトコーワ　近隣の小地主で、ヴェルシーロフ家で伯母のように扱われているが血縁はない。乳母のように、時にはどやしながら主人公を育てた。

- ソコーリスキー老公爵　ヴェルシーロフの友人で主人公が秘書をすることになった雇い主。資産家で、貧しい娘を育てては持参金付きで嫁にやるのを趣味としている。
- カテリーナ・ニコラーエヴナ・アフマーコワ　主人公が恋人にしたいと思っている人。ヴェルシーロフとの噂もあったが、ヴェルシーロフとは敵対している。ソコーリスキー老公爵の娘。アフマーコフ将軍の未亡人。
- アレクセイ・ニカノローヴィチ・アンドロニコフ　ヴェルシーロフ家を担当していた役人。カテリーナが老公爵のことで彼に相談した手紙が、彼の死後問題となる。物語時点では死亡しているため名前のみ登場する。
- セルゲイ・ペトロービッチ・ソコーリスキー公爵　ヴェルシーロフの訴訟相手。セリョージャ公爵。ソコーリスキー老公爵とはかなり遠縁。貴族としての気概だけはあるがうだつが上がらず、潔くもない
- リーディヤ・アフマーコワ　カテリーナの義理の娘、アフマーコフ将軍の連れ子。病弱で精神的にも問題があり、セリョージャ公爵の子を身篭っている状態で、ヴェルシーロフとの結婚を持ちだして問題となる。物語以前の時点で自殺。ヴェルシーロフとの間での話として中傷の種にされている。
- ニコライ・セミョーノヴィチ　中学時代の下宿先
- マーリヤ・イワーノヴナ　中学時代の下宿先の夫人。アンドロニコフの姪
- クラフト　アンドロニコフの手伝いをしていたため、アンドロニコフの所持していた訴訟絡みの手紙を主人公に渡すことになる。これはカテリーナの手紙とは別。
- ワーシン　進歩的な思想の人。クラフト、リーザの友人
- オーリャ　ワーシンの隣人。ヴェルシーロフが恵んでくれた金を性的な思惑による侮辱と受け取って自殺する。
- ダーリヤ・オニシーモヴナ　オーリャの母
- ステベリコフ　恐喝師。ワーシンの義父。オーリャにヴェルシーロフについての中傷を吹き込んだ。セリョージャ公爵からうまく金を引き出そうと暗躍している。
- ラムベルト　主人公の同級生だったいじめっ子。今は恐喝師をしている。主人公が持つ手紙でカテリーナを恐喝しようと企む。
- アンドレーエフ、トリシャートフ　ラムベルトの寄せ集めた恐喝師グループの一員。後に離反する。

その他本筋に関係しない複数が登場する。

## 日本語文献
岩波文庫・新潮文庫共に、長らくの間絶版状態だったが、2007年の亀山郁夫訳『カラマーゾフの兄弟』ベストセラーの波に押されて両文庫共に復刊した。
構成の複雑さと主題の不明瞭さが強いためか、後期長編中では最も重版されず（訳書数も一番少ない）、作品論も多くない。 

### 訳書一覧
- 工藤精一郎訳 『未成年』 新潮文庫（上・下）、改版2008年7月（初版1969年）。電子書籍も刊 
  - 上巻 ISBN 4102010157、下巻 ISBN 4102010165。新版解説は佐藤優
  - 新潮社版『全集 第13・14巻 未成年』、『全集 第27巻』〈創作ノート〉
  - 『新潮世界文学　ドストエフスキー（5） 未成年』 新潮社（初版1968年）
- 米川正夫訳 『ドストエーフスキイ全集 11 未成年　付・創作ノート』 河出書房新社。なお戦前も全集版（三笠書房）がある
  - 岩波文庫（上・中・下）。上巻 ISBN 4003261461、中巻 ISBN 400326147X、下巻 ISBN 4003261488、改版1976年（初版1940-41年）
  - 「昭和初期世界名作翻訳全集 223～225」ゆまに書房、2009年。※初訳版（春陽堂書店）の復刻
- 小沼文彦訳 『ドストエフスキー全集 第9巻 未成年』 筑摩書房（初版1963年）
  - 他に『全集 第19巻A「未成年」創作ノート』、1991年
- 北垣信行訳 『ドストエフスキイ 未成年 世界文学全集（44）』講談社（初版1977年）。グーテンベルク21（上・下、電子書籍）で再刊
- 亀山郁夫訳 『未成年』光文社古典新訳文庫（全3巻）、2021年11月 - 2023年1月。電子書籍も刊

### 関連書籍
- 亀山郁夫 『ドストエフスキー　謎とちから』 文春新書、2007年
  - 『ドストエフスキー　父殺しの文学』 日本放送出版協会〈NHKブックス 上・下〉、2004年
- 『回想のドストエフスキー』 みすず書房〈みすずライブラリー 1・2〉、1999年
アンナ・グリゴーリエヴナ・ドストエフスカヤ、松下裕訳
- 『評伝ドストエフスキー』 筑摩書房、2000年－大著
コンスタンチン・モチューリスキー、松下裕・松下恭子訳
- 『ドストエフスキー　ヘリテージシリーズ ポケットマスターピース』集英社文庫、2016年

奈倉有里編訳「未成年　縮約版」と短編、おもな作品解説。沼野充義編